# Dominique Ansel
Pour les articles homonymes, voir Ansel.
Cet article possède un paronyme, voir Dominique Anel.
Dominique Ansel, né en 1978 à Beauvais, est un pâtissier français installé à New York.
Il a travaillé chez Fauchon avant de partir aux États-Unis. Sa boulangerie, la Dominique Ansel Bakery, est l'une des plus renommées de New York. Il est le créateur du cronut.

## Prix et reconnaissances
En 2012, sa boulangerie, la Dominique Ansel Bakery, obtient le titre de meilleure pâtisserie de New York décerné par le Time Out New York, et le magazine Metromix lui attribue le prix Best Desserts 2012.
En avril 2017, Dominique Ansel est nommé meilleur chef pâtissier du monde lors de la cérémonie des 50 Best à Melbourne (Australie). Il succède alors au Français Pierre Hermé,.